# Tochterverbindung

Wappen einer Studentenverbindung (KDStV Wildenstein Freiburg im Breisgau: violett-weiß-schwarz) mit den Farben ihrer Mutterverbindung (violett-gold-rot Schild, unten)

Als Tochterverbindung wird üblicherweise eine Studenten- oder Schülerverbindung bezeichnet, die von einer anderen Korporation gegründet wurde. Ebenso haben einige Studentenverbindungen Schülerverbindungen gegründet, welche sich als Tochterverbindung der studentischen Korporation verstehen.
Die Verbindung, aus der die Gründung forciert wurde, nennt man Mutterverbindung. Als Mutterverbindung oder Urbund wird auch die Verbindung bezeichnet, in die ein Verbindungsstudent zuerst eingetreten ist, selbst wenn er später auch anderen Verbindungen beitritt.
Die spezielle Beziehung einer Tochter- zu ihrer Mutterverbindung drückt sich in vielen Fällen durch gemeinsame Veranstaltungen, das Tragen eines Traditionsbandes durch die Chargierten oder seltener durch gegenseitig gewährtes Stimmrecht auf den Conventen aus. Einige Tochterverbindungen führen die Farben ihrer Mutterverbindung auch im Wappen.

## Begriff
Die unterschiedlichsten Motive haben in der Geschichte der Studentenverbindungen zur Gründung von Tochterverbindungen oder Abspaltungen von bestehenden Verbindungen geführt. Im Falle einer Abspaltung, zum Beispiel einer Prinzipienstreitigkeit wegen, ist generell nicht von einer Tochterverbindung zu sprechen. Beim „Tochterverhältnis“ handelt es sich um ein positiv konnotiertes Verhältnis. Im Falle einer einvernehmlichen Teilung oder einer forcierten Neugründung sowohl einer studentischen Korporation oder einer Pennalie wird der Begriff über alle Dachverbände hinweg genutzt.
Zu unterscheiden ist die Tochterverbindung von einer sogenannten Patenverbindung (o. Traditionsverbindung), die im Falle einer Vertagung die Tradition der Verbindung weiterführt und gegebenenfalls auch an einer Wiedergründung beteiligt sein kann. Die vertagte Korporation kann in diesem Fall durchaus älter sein, als die traditionswahrende Patenverbindung. Im Wingolfsbund zum Beispiel bestehen zahlreiche gegenseitige Patenverhältnisse, die die Bewahrung der Tradition im Vertagungsfall gewährleisten.
Im Cartellverband der katholischen deutschen Studentenverbindungen kam es nach Aufhebung des Singularitätsprinzips 1897 zur Gründung zahlreicher Tochterverbindungen am selben Hochschulort.

## Motive und Ziele

### Nichtgenehmigung des Namens durch die Besatzungsmächte
Zu „deutsche“ („germanische“) Namen konnten bei der Reaktivierung nach dem Zweiten Weltkrieg Problem bereiten.

#### Beispiel
Der Name „Gothia“ war der Britischen Besatzungsmacht in Klagenfurt zu „deutsch“. Sie wurde als „Österreichische Studentenverbindung Babenberg Klagenfurt“ reaktiviert.

### Wechsel des Studienortes
Wechselten Mitglieder einer Korporation in eine andere Universitätsstadt, in der sie in keine bestehende Korporation eintreten wollten oder konnten, gründeten sie nicht selten eine „Filiale“ ihrer Mutterverbindung. Diese durfte in einigen Fällen auch in den folgenden Semestern auf die Unterstützung ihrer Mutterverbindung, zum Beispiel durch weiteren Zuzug von Aktiven oder den Übertritt von Alten Herren, hoffen.

#### Beispiele
- Corps Saxonia Karlsruhe, Tochtercorps des Corps Saxonia Hannover
- Turnerschaft Rheno-Borussia Aachen, Mutterverbindung der Turnerschaft Guestphalia Breslau
- AV Cheruskia Tübingen, Mutterverbindung der AV Ravenspurgia zu Ravensburg 1983
- KBStV Rhaetia München und KDStV Franco-Raetia Würzburg hatten von 1905 bis 1924 zwei Aktivitates, aber ein gemeinsames Philisterium

### Gründung am Studienort
Seltener kommt es auch am Studienort zu beabsichtigten Teilungen und somit zur Gründung von Tochterverbindungen. In den allermeisten Fällen stellen Abspaltungen am Hochschulort jedoch keine Tochterverbindungen dar, sondern Neugründungen, die sich von der bestehenden Korporation distanzieren möchten (s. Begriff).
Eines der Motive für die Gründung einer Tochterverbindung am Ort war sicherlich die teilweise sehr hohe Mitgliederzahlen mancher Korporation. Durch die Teilungen entstanden Korporationen, die die Beteiligung aller Mitglieder wieder möglich machten und einforderten. So erlebten viele katholische Studentenverbindungen zur Zeit des Akademischen Kulturkampfes einen großen Andrang, dem viele von ihnen nicht mehr allein gerecht werden konnten.
Ebenso wurden Tochterverbindungen auch gegründet, um eine von den eigenen Prinzipien nicht angesprochene Zielgruppe zu erreichen.
Für schlagende Verbindungen, die am Ort kein Paukverhältnis hatten, konnte die Gründung einer Tochterverbindung eine Möglichkeit sein, am eigenen Hochschulort ein Verhältnis zu etablieren.

#### Beispiele
- Corps Austria Brünn, Stiftung durch das Corps Marchia Brünn
- AKV Aggstein Wien, Tochterverbindung der KStV Greifenstein Wien und Mutterverbindung der AV Prinz Eugen und der AV Erzherzog Karl Wien.
- KÖHV Leopoldina Innsbruck, Tochterverbindung von AKV Tirolia Innsbruck, Mutterverbindung von AV Raeto-Bavaria Innsbruck.
- Turnerschaft Straßburg Tübingen, Tochterverbindung der Turnerschaft Hohenstaufia Tübingen, existierte von 1921 bis 1953, danach Vereinigung mit Hohenstaufia
- KÖStV Austria Wien, Mutterverbindung der KÖStV Rudolfina Wien (1898), KÖStV Kürnberg Wien (1900), KÖStV Nordgau Wien (1908), KÖStV Aargau Wien (1908), KÖHV Sängerschaft Waltharia Wien (1928), KÖStV Nibelungia Wien (1908), ÖkaV Theresiana Wr. Neustadt (1960) und A.V. Austria-Sagitta (1975).

### Gründung einer Schülerverbindung
Einige Studentenverbindung forcierten die Gründung einer zugehörigen Schülerverbindung. Die Initiative dazu geht meist von einem oder mehreren Alten Herren der Studentenverbindung aus, die am Wohn- oder Arbeitsort die Gründung einer Pennalie begleiten. Die Studentenverbindung erhofft sich durch die Schülerverbindung einen regelmäßigen Zulauf von neuen Mitgliedern, die schon in ihrer Schulzeit in Kontakt mit couleurstudentischer Tradition gekommen sind. Die Erwartungen an die neugegründete Pennalie von Seiten der Studentenverbindung belasten die Beziehungen in einigen Fällen nicht unerheblich, so dass sich die meisten Schülerverbindungen gegen eine allzu forsche Vereinnahmung durch eine Studentenverbindung wehren.
Die allermeisten Schülerverbindungen sind ohnehin eigenständige Gründungen. Trotzdem lassen sich häufig Tochterverhältnisse beobachten. In Österreich und der Schweiz beziehen die Studentenverbindungen einen Großteil ihres Zuwachses aus Pennälerverbindungen, die in beiden Ländern eine ebenso lange Tradition haben. In beiden Ländern gehören manche Schüler- und Studentenverbindungen auch einem gemeinsamen Dachverband an. Außerhalb Österreichs und der Schweiz sind die Studenten- und Schülerverbindungen nicht in gemeinsamen Dachverbänden organisiert, so dass eine strukturelle Nähe nur durch ein lokales Tochterverbindungsverhältnis oder ein enges Verhältnis mit einem studentischen Dachverband (z. B. Allgemeiner Pennäler Ring (APR) und Deutsche Burschenschaft (DB)) zustande kommen kann.

#### Beispiele
- KDStV Borusso-Westfalia Bonn, Mutterverbindung der Gymnasialverbindung Gaudeamus zu Mülheim an der Ruhr[5]
- Wingolf zu Wien, Mutterverbindung der evangelischen Mittelschülerverbindung Tauriscia zu Oberschützen[6]